# راجر ایبرت
راجر جوزف ایبرت (انگلیسی: Roger Joseph Ebert؛ ۱۸ ژوئن ۱۹۴۲ – ۴ آوریل ۲۰۱۳) خبرنگار، منتقد فیلم و فیلم‌نامه‌نویس سرشناس آمریکایی و برنده جایزه پولیتزر بود.
فوربز، او را یکی از متفکران برتر آمریکا دانسته‌است.

## زندگی حرفه‌ای
راجر ایبرت در ۱۸ ژوئن ۱۹۴۲ در اربانا در ایلینوی زاده شد. او در ۱۵ سالگی، مسابقات ورزشی دبیرستان خود را برای یک روزنامهٔ محلی گزارش می‌کرد و سپس سردبیر روزنامهٔ دانشجویی دانشگاهش شد. ایبرت یک سال از سوی دانشگاه کیپ تاون در آفریقای جنوبی بورسیه شد و سپس در دانشگاه شیکاگو روی دکترا در زبان انگلیسی کار کرد، هرچند آن را رها کرد. او از ۱۹۶۷ تا هنگام مرگ، با نشریهٔ شیکاگو سان-تایمز همکاری می‌کرد.
در ۱۹۷۵ او به‌عنوان نخستین منتقد فیلم، برنده جایزه پولیتزر شد.
راجر ایبرت در سال ۲۰۰۲ به سرطان تیروئید مبتلا شد و در پی عمل جراحی، فک پایین و توانایی سخن گفتنش را از دست داد. فعالیت تلویزیونی ایبرت در ۲۰۰۲ با تشخیص سرطان تیروئید از سوی پزشکان متوقف شد.

## سیاست
ایبرت، عضو حزب دموکرات آمریکا بود.

## زندگی شخصی
راجر ایبرت در ۱۹۹۲ با چَز همل‌اسمیت ازدواج کرد. ابرت، او را «واقعیت بزرگ زندگی» خود می‌خواند.

## بیماری و مرگ
راجر ایبرت پس‌از ۱۱ سال ابتلا به سرطان تیروئید و به علت سرطان غدد بزاقی در ۴ آوریل ۲۰۱۳ درگذشت.

## در فرهنگ عامه
راجر ایبرت بیش از ۱۵ کتاب دربارهٔ سینما نوشت. او از سرمایه‌گذاران اولیهٔ گوگل هم بود که سبب شد میلیون‌ها دلار سود کند. تا ۲۰۱۰ نوشته‌های او در بیش از ۲۰۰ روزنامه در داخل و خارج از ایالات متحده چاپ می‌شدند. همچنین او بیش از ۲۰ جلد کتاب منتشر کرده‌است.
فیلم خود زندگی (۲۰۱۴) (به انگلیسی: Life Itself) در ژانر بیوگرافی‌مستند به زندگی راجر ایبرت می‌پردازد.

### بهترین فیلم‌های سال
ایبرت فهرستی با عنوان «بهترین‌های سال» را از ۱۹۶۷ تا ۲۰۱۲ جمع‌ کرد که با آن، نمایی از ترجیحات انتقادی‌اش پیش نهاد. فیلم‌های سال به انتخاب او عبارت بودند از:

## آثار
- Scorsese by Ebert (ISBN 978-0-226-18202-5). Read the introduction.
- Awake in the Dark: The Best of Roger Ebert (ISBN 0-226-18200-2) — a collection of essays from his forty years as a film critic, featuring interviews, profiles, essays, his initial reviews upon a film's release, as well as critical exchanges between the film critics ریچارد کورلیس and Andrew Sarris
- Ebert's "Bigger" Little Movie Glossary (ISBN 0-8362-8289-2) — a book of movie clichés
- The Great Movies (ISBN 0-7679-1038-9) and The Great Movies II (ISBN 0-7679-1950-5) — two books of essays about great films
- I Hated, Hated, Hated This Movie (ISBN 0-7407-0672-1) — a collection of reviews of films that received two stars or fewer.
- Roger Ebert's Book of Film (ISBN 0-393-04000-3) — a Norton Anthology of English Literature of a century of writing about the movies
- Questions For The Movie Answer Man (ISBN 0-8362-2894-4) — his responses to questions sent from his readers
- Behind the Phantom's Mask (ISBN 0-8362-8021-0) — his first attempt at fiction.
- An Illini Century (ASIN B0006OW26K) — the history of the first 100 years of the University of Illinois
- The Perfect London Walk (ISBN 0-8362-7929-8) — a tour of Ebert's favorite foreign city
- Your Movie Sucks (ISBN 0-7407-6366-0) — a new collection of less-than-two-star reviews.
- Roger Ebert's Four-Star Reviews 1967-2007 (ISBN 0-7407-7179-5)